# Чебаркульський район
Чебаркульский район — муніципальне утворення в Челябінській області Росії.
Адміністративний центр — місто обласного підпорядкування Чебаркуль (не входить до складу району).

## Географія
Площа території — 2879 км², сільськогосподарські угіддя — 146 300 га. У районі багато озер: Чебаркуль, Кісегач, Місяш, Ялинове, Теренкуль, Єланчик та інші.

## Історія
Район утворений в 1935 році.

## Населення
Населення — 29 850.
Район багатонаціональний. На території району розташовані росіяни, башкирські, татарські та нагайбацькі населені пункти.

## Економіка
У районі вирощують пшеницю, жито, горох, гречку, просо, кормові (кукурудза, соняшник, багаторічні трави) культури. Розводять велику рогату худобу, свиней, птицю. Родовища мармуру, кварцитів, тальку, слюди, каоліну, цегельних глин, азбесту, напівдорогоцінного і виробних каменів (нефрит, яшма, агат), золота.